# Finaloniscus franciscoloi
Finaloniscus franciscoloi är en kräftdjursart som först beskrevs av Alessandro Brian 1951.  Finaloniscus franciscoloi ingår i släktet Finaloniscus och familjen Trichoniscidae. Inga underarter finns listade i Catalogue of Life.